# Distretto di So Phisai
Il distretto di So Phisai (in thailandese: โซ่พิสัย) è un distretto (amphoe) della Thailandia, situato nella provincia di Bueng Kan.